# Agathon Meurman
Agathon Meurman (Kangasala, 9 de outubro de 1826 - Helsinque, 17 de janeiro de 1909) foi um político, jornalista, linguista e enciclopedista finlandês. Meurman foi um dos nomes importantes no surgimento do movimento Fennoman e após a Guerra da Crimeia, fundou e foi líder do Partido Finlandês junto com Yrjö Sakari Yrjö-Koskinen.
Entre 1883 e 1890, Meurman publicou a primeira enciclopédia em língua finlandesa, a Sanakirja yleiseen sivistykseen kuuluvia tietoja varten.